# Дем'янович Антон Каетанович
Дем'янович Антон Каетанович (також Демянович, Деміанович; рос. Демянович, Демеанович; 1856 — 1916) — депутат Державної думи Російської імперії всіх (I, II, III і IV) скликань від Бессарабської губернії, дійсний статський радник.
Народився 18 квітня 1856 року (за іншими даними 1858 року) в сім'ї купця другої гільдії Каетана Демяновича. Вірменин католицького віросповідання. 
Виховувався в Австро-Угорщині. 1875 року закінчив реальне училище у Чернівцях і вступив до Віденського політехнічного інституту, який закінчив 1880 року. 
Купець і землевласник (7-7,5 тис. десятин) у селі Цареград Сороцького повіту Бессарабської губернії (нині Молдова), де знаходився його родовий маєток. Власник кукурудзяно-патокового заводу в Одесі . Вдівець, батько трьох дітей.

У 1887 був голосним Сорокського повітового земства, а пізніше голосним Бессарабського губернського земства. З 1888 — почесний мировий суддя Сорокського повіту. Опікун Гриноуцького сільськогосподарського училища. Входив до Бессарабській партії Центру.

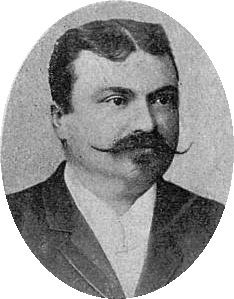
А.К. Дем'янович, 1906
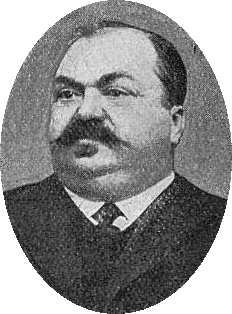
А.К. Дем'янович, 1913

### Депутат
У 1906 був обраний членом Державної думи I скликання від загального складу виборщиків Бессарабських губернських виборчих зборів. Безпартійний, з червня 1906 року входив до "Групи мирного оновлення". Вніс до Думи записку із проектом аграрної реформи.
У лютому 1907 р. був переобраний у II Державну думу від загального складу виборщиків Бессарабських губернських виборчих зборів. Член фракції «Союз 17 жовтня» та Групи поміркованих, член аграрної комісії. Як "октябріст" виступав за зміцнення конституційної монархії, проти свавілля бюрократії, за введення громадянських та політичних свобод.

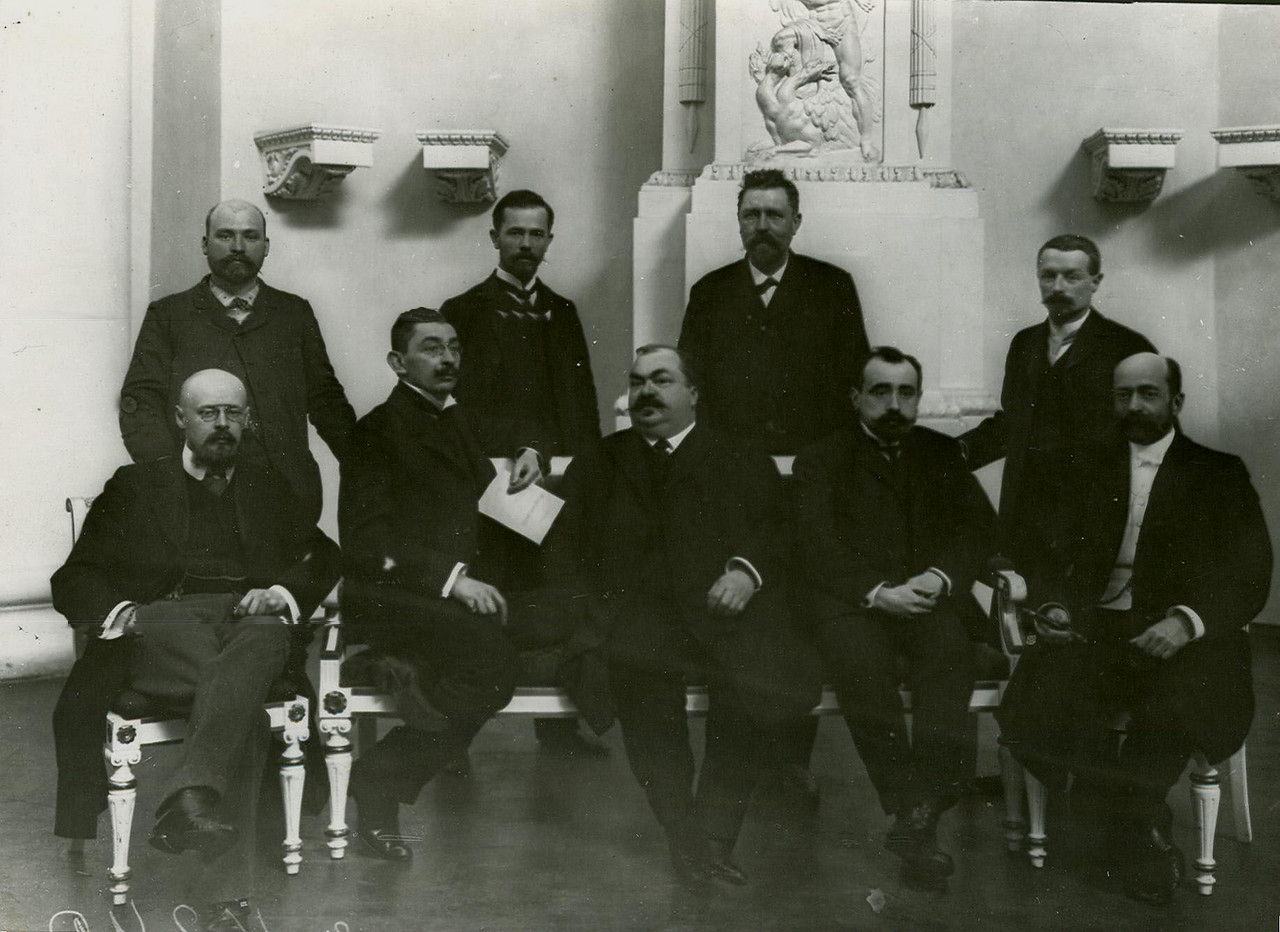
Члени II Державної думи від Бессарабської губернії. Стоять: Е.А. Меленчук, А.Е. Третьяченко, І.Г. Герстенбергер, Д.Н. Святополк-Мірський ;
сидять: В.М. Пурішкевич, П.Н. Крупенський, А.К. Демянович, П.В. Сінадіно, А.А. Крушеван

У листопаді 1907 року знову став депутатом Державної думи від Бессарабської губернії. У Думі стає членом фракції помірно-правих, пізніше — членом Російської національної фракції, а з травня 1911 року входить до фракції центру. Був у п'яти комісіях: бюджетній, продовольчій, про шляхи сполучення, з віросповідальних питань, сільськогосподарської.
У середині 1912 р. був зведений у спадкові дворяни і чин дійсного статського радника.
У листопаді 1912 року був обраний членом IV скликання Державної думи від Бессарабської губернії. Входив до фракції центру і був членом шести комісій: про торгівлю та промисловість, з робочого питання, з місцевого самоврядування, з віросповідальних питань, про шляхи сполучення, у міських справах. Вступив у Прогресивний блок .
За рік до розпуску IV Думи захворів і за порадою лікарів поїхав лікуватися на "південь Росії". Останні свої дні провів в Одесі, де й помер 27 жовтня 1916 року.